# Principio di competitività
Il principio di competitività (o della base di esportazione) è un principio di economia urbana che studia le modalità di sviluppo della città a partire dalle sue funzioni. Il principio nasce dalla necessità di distinguere le funzioni urbane che si rivolgono ad una domanda esterna e quelle che invece vogliono soddisfare i bisogni della popolazione residente.
Le funzioni rivolte ad una domanda esterna determinano le caratteristiche specifiche della città, come la specializzazione. Secondo questo principio la città viene paragonata ad una grande macchina per produrre beni e servizi in continua competizione con le altre macchine, le altre città, per collocare sul mercato i propri prodotti. Il bacino di mercato dei beni prodotti da una città viene individuato al suo esterno.
In questa competizione fra città o aree metropolitane, inoltre, si parla spesso di vantaggi competitivi che indicano i fattori che permettono una città rispetto ad altre, di produrre beni e/o servizi che si impongono nella competizione rispetto a quelli prodotti da altre città o aree metropolitane.
Questa macchina, tuttavia, affinché funzioni ha bisogno di molte attività e funzioni al servizio delle attività e della popolazione impegnata nella produzione. Dunque, dovrà importare tutti quei beni primari che sono esclusi dalla produzione urbana, a causa dell'impossibilità da parte di una singola città di produrre tutti i tipi di beni e dei servizi.

## Attività di base e di servizio
Sombart, economista tedesco, distingue due generi di attività:
- attività di base che producono beni e servizi destinati all'esportazione e configurano il profilo economico-funzionale della città (city-funding)
- attività di servizio o complemento che sono destinate al sostentamento della popolazione e delle attività urbane impiegate nelle prime e sono quindi definite “di riempimento” (city-filling)

Le esportazioni sono un elemento essenziale e necessario per una città, e affinché una città possa esportare occorre che essa raggiunga livelli significativi di competitività esterna.
Questi livelli possono essere raggiunti attraverso la specializzazione nelle funzioni che a livello gerarchico caratterizzano la città e la specializzazione su alcuni beni, cioè valorizzando le predisposizioni produttive oppure attraverso processi di integrazione fra industria esportatrice e terziario produttivo e integrazione per sinergia e per complementarità, cioè integrando in specifiche tipologie produttive attività industriali e relativi servizi.

## Teoria della base economica
La teoria o principio della base economica è una legge che si è sviluppata a partire dagli anni trenta sulla base del principio di competitività grazie a diversi economisti urbani ed urbanistici, tra cui Homer Hoyt, che alla fine degli anni venti si erano posti il problema di trovare un metodo formale per stabilire il modo in cui una città si sarebbe sviluppata.
Secondo il principio della base economica urbana una città è prospera e propensa alla crescita e allo sviluppo grazie alle esportazioni. Il motore dunque della dinamica urbana è dato dalle attività di base, le quali lavorano per il mercato esterno, mentre le attività di servizio permettono il semplice sostentamento delle città.
Le attività di base generano esportazione e dal loro sviluppo dipende sia l’occupazione che il reddito di chi vi lavora, ma anche, a causa di meccanismi di interdipendenza fra le diverse attività, l'occupazione e il reddito delle attività di complemento collegate che si rivolgono invece alla popolazione urbana.
Dal principio di base economica sono in seguito scaturiti modelli che tentano di formalizzare l'idea che le attività esportatrici siano l’elemento determinante rispetto alle altre attività economiche urbane:
- il modello della base urbana di H. Hoyt
- il modello keynesiano export-led
- il modello con variabili ritardate di Czamanski

## Modello di Lowry
Il più diffuso e utilizzato modello di analisi dello spazio urbano è il modello di Lowry elaborato da Ira Lowry nel 1964 per uno studio finalizzato alla pianificazione di Pittsburgh e successivamente implementato da Garin e Wilson.
Il modello di Lowry è un modello statico che permette di simulare l'uso del suolo urbano in un determinato momento secondo un numero limitato di informazioni basate sulla tipologia e sulla collocazione delle attività industriali nella città. Sulla base di queste informazioni il modello stima:
- la dimensione totale della popolazione urbana insediata e la sua localizzazione nelle diverse zone dell'insediamento urbano
- la dimensione dell’occupazione della popolazione in attività di servizio e la sua localizzazione nella città
- la domanda di trasporto nella città (spostamenti casa-lavoro/ casa-negozio)

Il criterio di analisi del modello di Lowry consiste nella interrogazione di due ipotesi teoriche: la teoria della base urbana, che collega le attività di base con le attività di servizio, e il principio interazionale spaziale, che stima l'allocazione della popolazione attorno ai luoghi di lavoro e le attività di servizio.

### Logica operativa

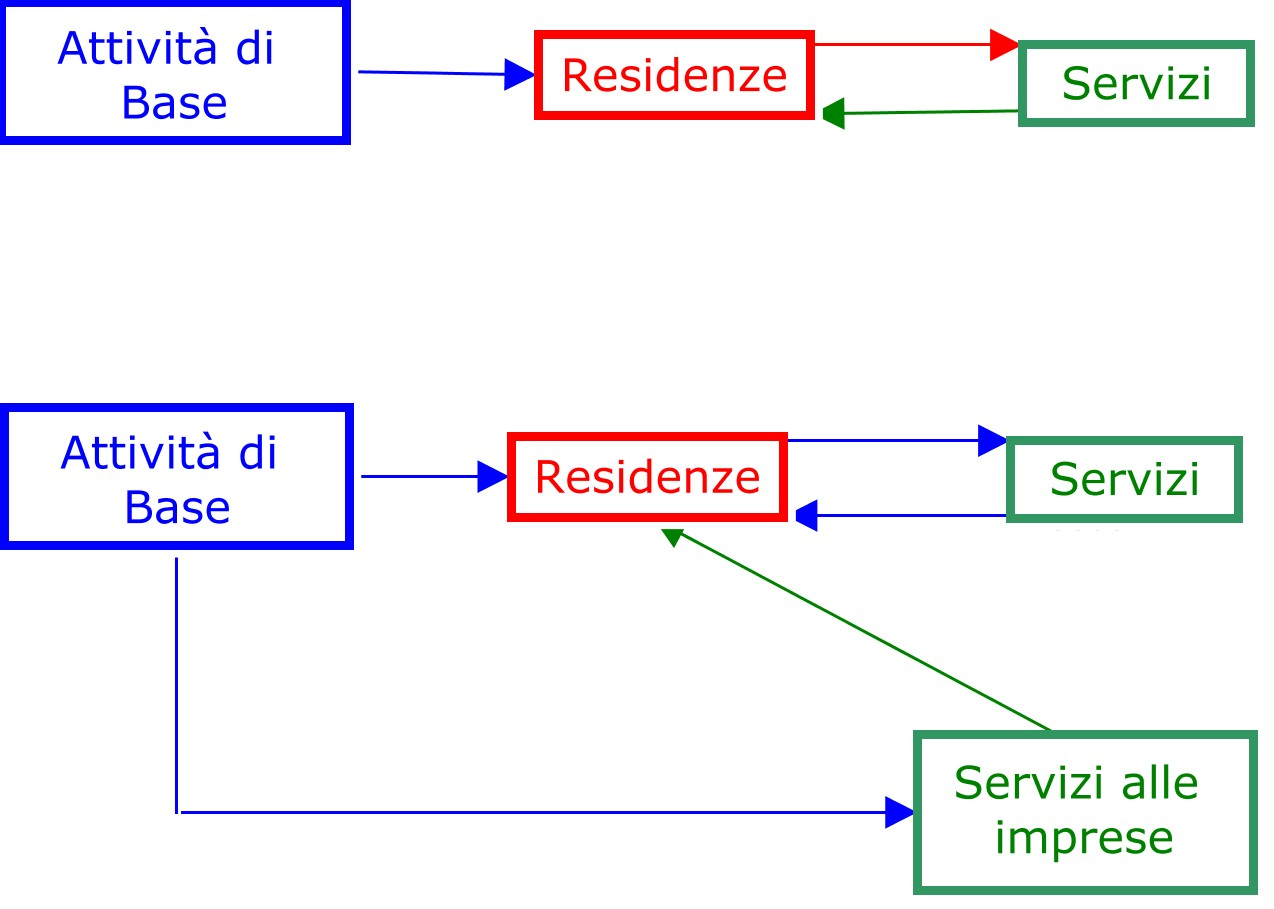
Schemi che mostrano il modello di Lowry: il primo schema mostra la formulazione base e nel secondo si aggiungono i servizi alle imprese

La logica interna del modello prevede: 
1. la divisione in zone del suolo, una suddivisione iniziale dell'insediamento urbano in aree in base ai criteri di omogeneità economica[8], demografica e geografica e la supposizione che in ciascuna di esse si stabiliscano attività di base
2. la localizzazione residenziale, la localizzazione della popolazione in queste zone in base alla distribuzione delle attività di base
3. localizzazione delle attività industriali e di servizio, la presenza della popolazione incentiverà lo sviluppo delle attività di servizio; le nuove attività di servizio richiederanno nuovi lavoratori con conseguenti effetti sull'insediamento residenziale
4. l'aumento dei servizi, l'aumento di popolazione avrà come effetto un ulteriore richiesta di servizi, anche se inferiore rispetto al precedente

La logica viene applicata iterativamente fin quando l'espansione non diventa minima, tenendo conto ad ogni passaggio della disponibilità di spazio in ciascuna zona precedentemente suddivisa per attività e residenze.
Sulla base di questi fattori il modello vuole dimostrare la tendenza di un sistema urbano a crescere se soggetto a un tipo di cambiamento come la diffusione di nuove attività di base. Il modello, in questo modo, stima quanta popolazione si insedierà, dove si allocherà e lavorerà.

#### Successivi raffinamenti[9]
Il modello di Lowry è stato implementato e ripreso da Garin nel 1966 e successivamente da Wilson; in particolare i due modelli di interazione spaziale utilizzati da Lowry sono stati sostituiti con formulazioni algebriche.
Tuttavia, oltre ai raffinamenti metodici e matematici che il modello ha subito, il cambiamento più significativo lo ha avuto con l'introduzione negli anni ottanta dei modelli dinamici, ovvero sistemi che cambiano nel tempo come ad esempio i parametri economici (PIL, tasso di disoccupazione, ecc.), il numero di individui presenti in una determinata area, ecc.